# Маневр Пікіссірі
Маневр Пікіссірі — тактичний маневр армії Потрійного Альянсу під командуванням бразильського маршала Луїса Алвіса ді Ліма і Сілва, герцога Кашіаса, протягом Війни Потрійного Альянсу. Парагвайський диктатор і командувач Франсиско Солано Лопес сконцентрував своїх солдатів на сильних позиціях на переправі через невеличку річку Пікіссірі (Piquissiri), але Кашіас зумів обійти укріплення, побудувавши одинадцятикілометрову дорогу через болота Чако. Солано Лопес був переконаний, що бразильські солдати не зуміють перетнути болота, і тому поява військ Альянсу в тилу парагвайських укріплень була несподіваною. В результаті парагвайським військам була нанесена поразка, і Лопес із залишками своєї армії був змушений відступити на північ.